# Tapinocyba ventosa
Tapinocyba ventosa là một loài nhện trong họ Linyphiidae.
Loài này thuộc chi Tapinocyba. Tapinocyba ventosa được Alfred Frank Millidge miêu tả năm 1979.